# El fantasma de mi novia
El fantasma de mi novia es una película dominicana-mexicana-colombiana de comedia dramática de 2018 dirigida por Francis Disla y protagonizada por William Levy y Carmen Villalobos. La película se estrenó el 3 de mayo de 2018.

## Sinopsis
Lupe del Mar, una impertinente y prepotente actriz de telenovelas mexicanas, que viaja a la República Dominicana para hacer realidad uno de sus mayores sueños, grabar una película. Sufre un terrible accidente, que la lleva a estar en coma y vivir divertidas situaciones.

## Reparto
- William Levy como Chepa Trujillo
- Carmen Villalobos como Lupe del Mar
- Fausto Mata como Juglar Elías Delmonte Carmelo
- Manolo Ozuna como el Teniente Gandy de los Santos
- Tony Pascual como Pachulí Taco
- Susana Dosamantes como Victoria Serafine
- Lumy Lizardo como la Aguacil
- Brandon Peniche como Fernando Hurtado
- Francisca Lachapel como Deborah Pinales
- Elizabeth Gutiérrez como Elena Sambil
- Irvin Alberti como el Dr. Pérez
- Mario Lebrón como Trujillo
- Jalsen Santana como el Teniente Gabriel Serafine